# Поліморфія (музичний твір)
Поліморфія — музична композиція польського композитора Кшиштофа Пендерецького для 48 струнних інструментів.
Композитор обрав цікаве співвідношення інструментів в рамках струнного оркестру: 24 скрипки та по 8 альтів, віолончелей і контрабасів. П'єса була написана на замовлення Північного німецького радіо (Гамбург) в 1961. Прем'єра відбулася 16 квітня 1962 року. Виконавці: Оркестр радіо під проводом Анджея Марковські. Твір присвячений Герману Moeck, першому пропагандисту музики Пендерецького на Заході.
Твір належить до експериментального раннього періоду творчості (1950 — 1960-ті роки), коли молодий композитор він шукав нові фонічні та технічні виразові можливості інструментів, зокрема струнно-смичкових. Завдяки нетрадиційному трактуванню артикуляції і оригінальним методам звуковидобування композитору вдалося витворити неповторну музичну мову, яка вимагала відмови від традиційної системи позначень. Пендерецький розробляє власну нотацію — графічну, що нагадує електроенцефалограму. Вперше графічний нотозапис був використаний в «Плачі за жертвами Хіросіми» (1960), Polymorphia продовжила цей напрямок.
З грецької, полі означає «багато» і морфія — «форма». Отже, polymorphia — «безліч форм», або « той же зміст у багатьох формах». «Йдеться не про поняття музичної форми, а про форми звуковидобування». Біограф Пендерецького Вольфрам Швінгер пов'язує назву polymorphia з «широко розгорнутої шкалою звуку … в якій відбувається обмін і одночасне проникнення звуку і шуму, присутній контраст і злиття м'яких і твердих звуків»:137. Як і «Трен жертвам Хіросіми», дана композиція побудована за принципом звукової драматургії. Композитору важливі звукові враження від кластерів, гліссандо та мікротонових комплексів самі по собі, а не рух мелодичних ліній. У цій дисонантній поліфонії голосів найбільш несподіваним є завершення: тризвук До Мажору.

## Форма твору
Твір написаній у тричастинній формі ABA ', кожнен з розділів звучить приблизно три хвилини. Пендерецький розмежовує частини за допомогою системи контрастних тембрів. Розділ А (до такту 32) характеризується перевагою традиційного способу звуковидобування на струнних (ARCO) та використанням мікротонових кластерів. Розділ B починається на репетиції (такт 32) і завершується. Пендерецький розкриває можливості струнної групи як ударних інструментів. Він застосовує такіприйоми, як: battuto col legno (удар по струнах деревком смичка), удари відкритою долонею по струнах, удари по деках кінчикам пальців чи головкою смичка, постукування смучком по пульпіту чи по стільцях. В репризі повертається всі засоби, використані раніше. Кода будується на До Мажорному тризвуку. Як стверджує сам композитор, він почав писати цей твір з кінця: «Дослідники пишуть, що останній акорд — „причеплений“. Ніхто цього не зрозумів. А я з нього почав компонувати.» 